# Ocotea dussii
Ocotea dussii är en lagerväxtart som beskrevs av Carl Christian Mez. Ocotea dussii ingår i släktet Ocotea och familjen lagerväxter. Inga underarter finns listade i Catalogue of Life.